# Ефремов, Игорь Викторович
Игорь Викторович Ефремов (9 мая 1969, Калининград, Московская область, РСФСР, СССР) — российский футболист и игрок в мини-футбол. Примечателен выступлениями за московский «Спартак» и сборную СНГ по мини-футболу. После окончания игровой карьеры перешёл на административную работу. С декабря 2010 года по декабрь 2020 года являлся президентом Футбольной Национальной Лиги — организации, проводящей турнир второго по силе дивизиона (Первенство ФНЛ) в иерархии российского футбола. Также занимает должность председателя Федерации футбола Московской области, ранее[когда?] являлся президентом МРО «Центр».

## Биография
Ефремов является воспитанником московского «Спартака». Поиграв немного во второй союзной лиге за «Сатурн» и во второй низшей союзной лиге за «Оку», он принял решение перейти в мини-футбол. Вместе с мини-футбольным «Спартаком» Игорь стал серебряным призёром чемпионата СНГ 1992 года. Вскоре он дебютировал за сборную СНГ по мини-футболу. В матчах отбора на чемпионат мира 1992 года Ефремов забил важный гол в ворота сборной Польши.
Проведя небольшой отрезок в московской «Дине», в составе которой стал обладателем Кубка России 1992 года, Игорь вернулся в «Спартак» и выступал в нём вплоть до расформирования команды. Затем он играл за екатеринбургский ВИЗ, московский «Минкас», нижегородскую «Крону» и московский «ГКИ-Газпром».
В 2000 году Ефремов завершил игровую карьеру и перешёл на работу в Федерацию футбола Московской области. В 2004 году он возглавил её. С мая 2009 по декабрь 2010 года он являлся генеральным директором подмосковного «Сатурна». А после создания ФНЛ Игорь Ефремов был выбран её президентом и возглавлял организацию до декабря 2020 года.